# Tairona pulchella
Tairona pulchella är en insektsart som beskrevs av Morgan Hebard 1928. Tairona pulchella ingår i släktet Tairona och familjen syrsor. Inga underarter finns listade i Catalogue of Life.